# Drottninggatan, Helsingborg

Drottninggatan är en av Helsingborgs längsta och variationsrikaste gator. Den sträcker sig 3,5 kilometer från Stortorget i stadens centrum till Vikingstrandsbadet i norr. Gatan byter karaktär flera gånger och växlar från en hektisk stadsmässig boulevard till en lugn strandgata.

## Sträckning
Drottninggatan har sin början vid Stortorget, som en fortsättning på Järnvägsgatan och fortsätter sedan norrut. Den första gatan som möter Drottninggatan är Hästmöllegränden, som kommer från öster i en t-korsning och strax efter den kommer Nedre Långvinkelsgatan, även den från öster. Från motsatt sida av gatan kan man köra in på Brogatan år väster, men det är ingen fyvägskorsning, utan istället två t-korsningar. En mindre infart åt öster följer i form av Ålgränden. Från väster kommer sedan Roskildegatan i en t-korsning följt av en gårdsgateuppfart åt öster mot Sankt Jörgens plats. Vid platsen viker gatan av en del mot öster och möter här infartsleden Hälsovägen, men fortsätter sedan mot norr med endast två filer. Nästa korsning är en t-korsning från öst i form av Hallgatan, som sedan följs av en större fyrvägskorsning med Tågagatan och en mindre med Kronborgsgatan. Den efterföljande delen av gatan domineras av ett antal t-korsningar, först en från väst i form av Skansgatan, sedan från ost genom Persgatan och från väst genom Helsingörsgatan följt av en mindre västlig i form av Petter Pihls gata och till slut en ostlig från Ehrensvärdsgatan. Strax efter kommer Liatorpsplatsen, där huvudleden viker av mot väst och gör över i Strandvägen, medan Drottninggatan tar en ostligare riktning. Längs denna sträckning korsas gatan endast av Johan Banérs gata i en fyrvägskorsning innan den vänder av mot väst där den åter möter Strandvägen och tar över som huvudled. Strax efter anknyter Dag Hammarskjölds väg genom en t-korsning från öst. Den avslutande sträckningen består av ett antal mindre infarter åt öst, vilka alla räknas som en del av Drottninggatan förutom H. Mårtenssons gata. Vid Vikingstrand, där Tinkarpsbacken tar vid byter gatan sedan namn till Sofierovägen, vilken leder till Sofiero slott.

## Gatubild

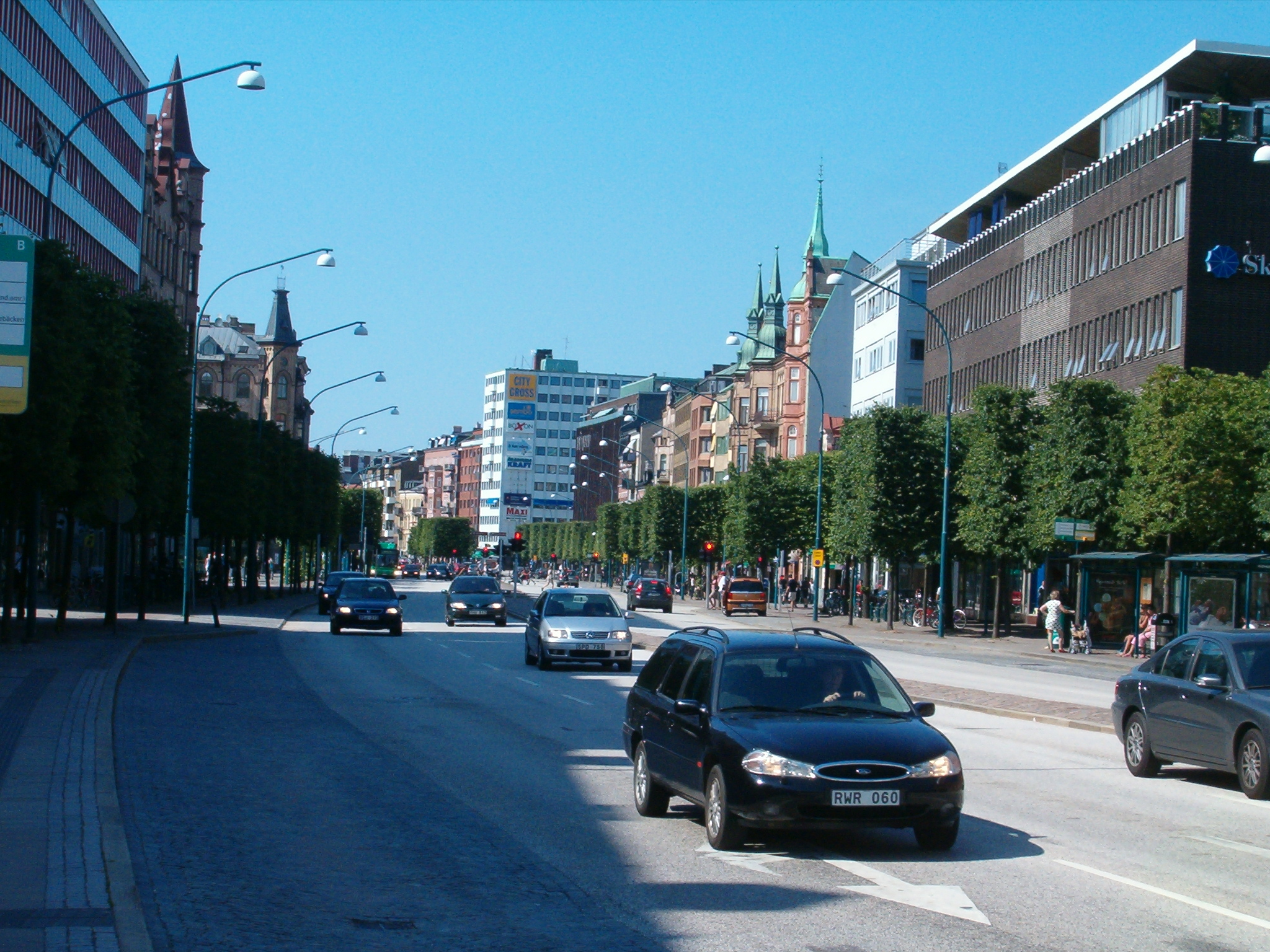
Drottninggatan vid centrum

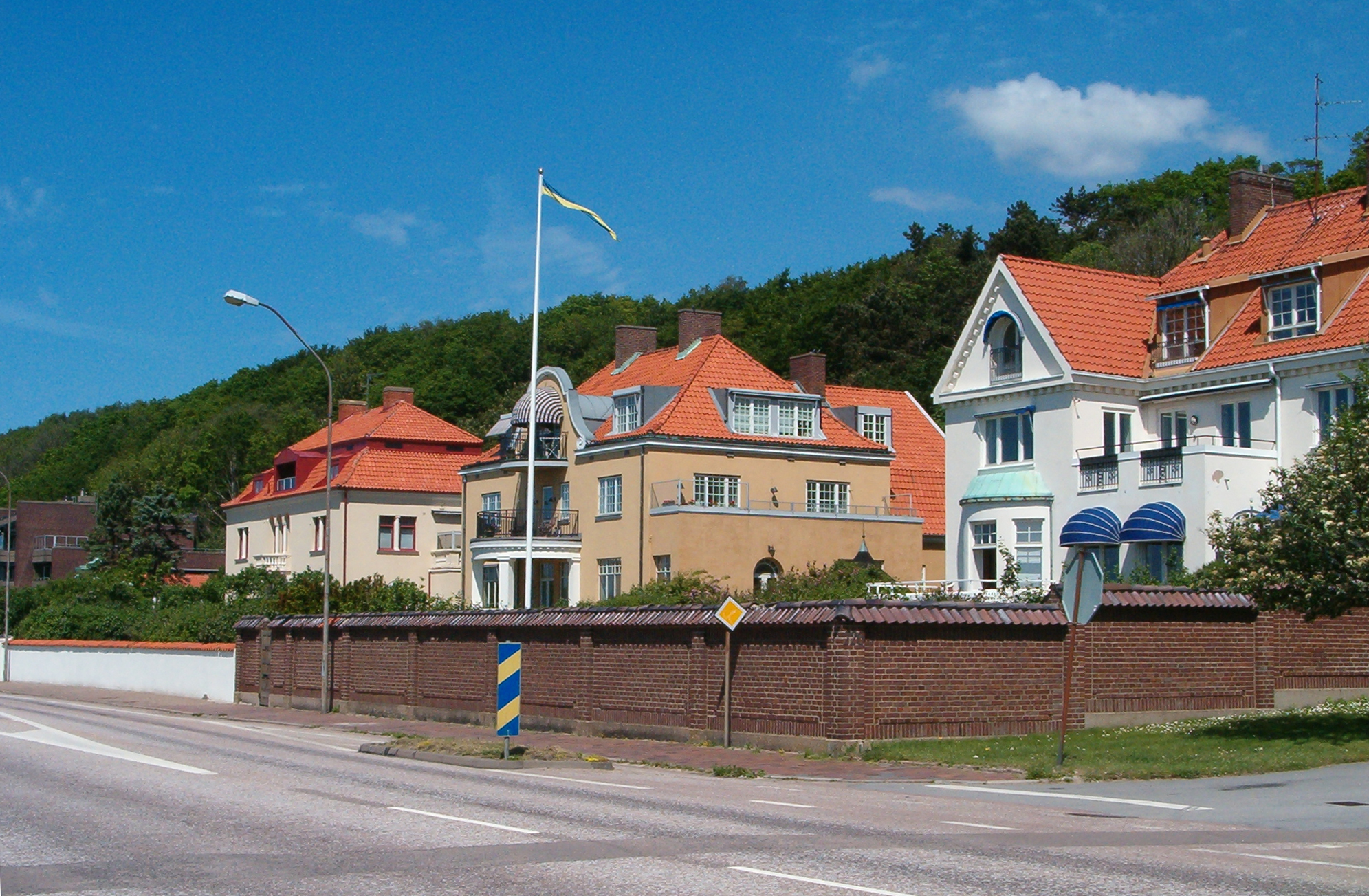
Villor längs Drottningtgatans strandsträckning

På grund av gatans längd växlar gatubilden väldigt mycket längs dess sträckning. Vid gatans början i söder dominerar en storskalig och pampig bebyggelse på runt fem-sex våningar från 1800-talets slut och 1900-talets början, särskilt betonad av Rådhuset, beläget på hörnet mellan Stortorget och Drottninggatan. Gatan är här mycket bred, då den består av fyra filer, dessutom är avstånden mellan husen väldigt stora även om de minskar av längre norrut. Gatan kantas här på båda sidor av dubbla rader av träd, varunder cykelfiler dragits och sidan om dessa finns gångstråk. Längs denna centrala sträckning ligger flera öppna ytor längs gatan, den första i form av Rådhustorget, på gatans östra sida. Längre norrut, på gatans västra sida, ligger Sundstorget, som med sin stora öppenhet skapar ett stort avbrott i gatans urbanitet. Nästa öppna plats är stråket bestående Sankt Jörgens plats åt öster och Henry Dunkers plats åt väster, där även Konserthuset och Stadsteatern är belägna, vilka omgärdas av en hel del öppenhet. Mittemot Konserthuset ligger en mindre byggnad i två våningar inklämd mellan ett trevånings och ett femvåningshus och vars fasad är kraftigt inskjuten jämfört med de andras. Denna byggnad är en rest från Norra Strandvägens gamla sträckning, som sedan ersattes av Drottninggatan. Då byggnaden visar på en historisk gatusträckning anses den vara av särskilt värdefull art enligt Helsingborgs stads Bevarandekommitté. Korsningen Drottninggatan-Hälsovägens nordöstra sida domineras av en hög byggnad med reklam på sidan, kallad "Kaffegöken", då den förr hade en systembolagetbutik i bottenvåningen, samtidigt som den gjorde reklam för kaffe på fasaden.
Efter korsningen ändrar Drottninggatan karaktär i sin fortsatta sträckning norrut. Bebyggelsen är fortsatt av en större skala med byggnader på runt fem våningar, men gatan är däremot mycket smalare, nu endast två filer, och med mycket smalare trottoarer, inga cykelbanor och ingen trädsättning. Gatan får därför en mycket intimare karaktär. Fram till Hallgatan reser sig gatan även upp i en uppförsbacke som efter Tågagatan blir till en väldigt flack nerförsbacke fram till Petter Pihls gata. Bebyggelsen kring gatan har fram till Tågagatan dominerats av byggnader som tätt kantar gaturummet, men efter korsningen ligger ett bygge från 70-talet som spänner över båda sidorna av gatan, och som består av ett helt annat ideal. Östra sidan består här av en u-formad byggnadskropp längs hela kvarteret med sin öppna del mot Drottninggatan och den västra delen består av tre stora byggnadskroppar, varav den högsta är på 13 våningar, där mellanrummen skapar synfält från Drottninggatan ut mot Öresund. Efter korsningen Kronborgsgatan fortsätter dock återigen den äldre gatuformen med tätt intilliggande byggnader, dock har byggnaderna på gatans östra sida en mindre inhägnad trädgård mellan sig och gatan. Efter Persgatan öppnar den gröna Margaretaplatsen upp sig på gatan östra sida, vilken sträcker sig hela vägen fram till Landborgens kant. Efter denna följer arkitekt Sten Samuelsons Hamilton house, en nästan 200 meter lång byggnad inspirerad av Le Corbusiers Unité d'Habitation, en bit indragen från gatan, vilket gör att det gröna rummet på denna sidan fortsätter. Samtidigt öppnar gatans västra sida också upp sig genom parkering till strandområdet kring Kallis och Fria bad, belägna på andra sidan av en järnvägsviadukt, som nu löper norrut längs Drottninggatan på ett tiotal meters avstånd. Mellan viduktens pelare får man återigen kontakt med vattnet och Öresund.
Vid Liatorpsplatsen korsar viadukten Drottninggatan och fortsätter sedan på gatans östra sida, bakom bebyggelsen för att sedan svänga österut. Vid denna plats svänger även huvudleden bort och följer Strandvägen, medan Drottninggatan fortsätter som en lugn bakgata genom ett bebyggelsekvarter. På sin östra sida domineras gatan här av ett antal större villor, med undantaget av det långa flerbostadshuset Langetten, även det en skapelse av Sten Samuelson. På västra sidan är bebyggelsen mer varierad och består av en del villor men till största delen av flerbostadshus från 40- och 50-talen, med ingångarna mot gatan medan den motsatta fasaden öppnar upp sig mot sundsutsikten.
Vid platsen där Drottninggatan åter går samman med Strandvägen och sedan korsas av Dag Hammarskjölds väg, ligger på dess västra sida Pålsjöbaden med Pålsjö krog. Efter denna öppnar sig gatan sedan helt upp mot Öresund i väster, endast enstaka inslag av mindre hus bryter av den nära kontakten med vattnet. Längs denna sträckning är standkanten ibland inte mer än ett tiotal meter från gatan. Den östra sidan av gatan domineras här av ett flertal ståtliga patriciervillor, men även en del flerbostadshus. Här har gatan både kontakt med det närbeliggna vattnet, men även Landborgen, som här ligger mycket nära vattenkanten, bakom bebyggelsen.

## Historia

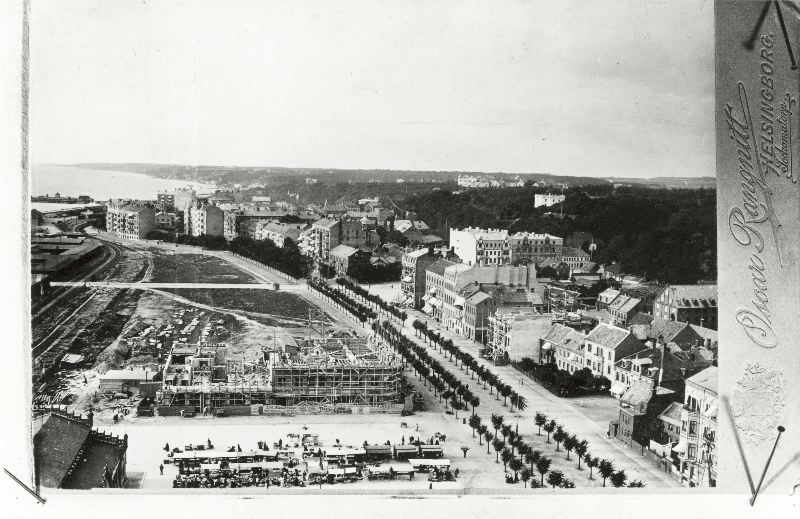
Vy över Drottninggatan och det nyanlagda Sundstorget 1902.

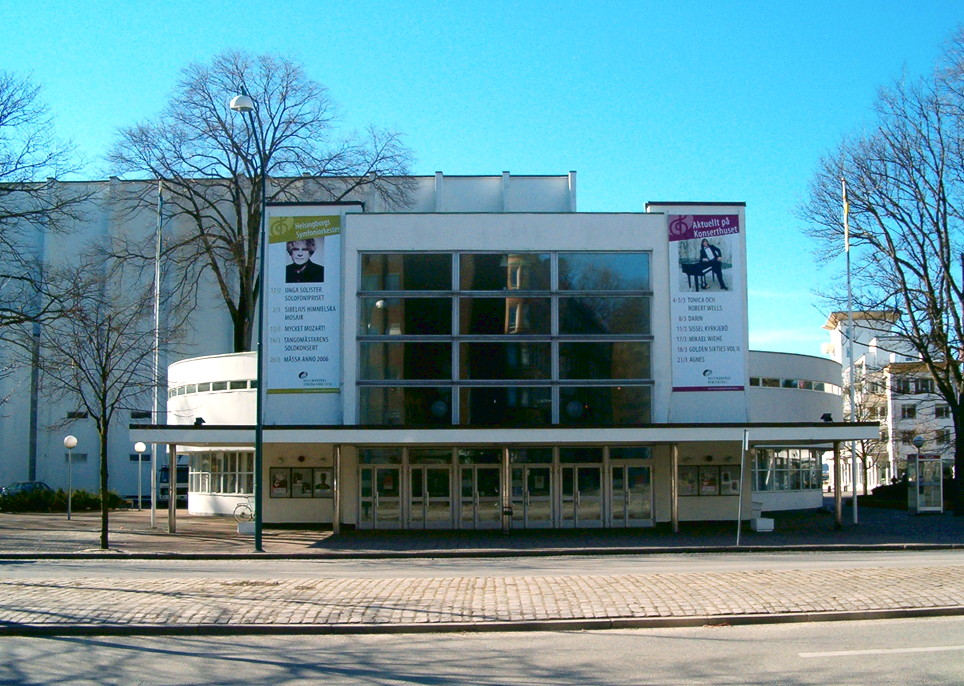
Helsingborgs konserthus.

Den äldsta delen av Drottninggatan är sträckningen från Sankt Jörgens plats och norrut. Den har sitt ursprung i en gammal landsväg, på 1800-talet kallad Pålsjövägen, som ledde från Kullabygden i norr, ner längs stranden och in till Helsingborg genom Kullaporten, där den sedan mötte Kullagatan, då kallad Lilla Norra gatan. Den nuvarande sträckningen följer till största delen denna landsväg. Den nuvarande centrala delen av gatan hade i början av 1800-talet ännu inte byggts och dess kommande plats var istället vatten i form av de så kallade "Norra Sjöviken" och mot stranden vätte istället ett antal mindre fisketorp och gårdar. Den första stadsbebyggelsen i anknytning till den blivande Drottninggatan kom till runt 1790 i delen norr om Sankt Jörgens plats, i form av ett antal mindre torp bebodda av yrkesgruppen dragare. Längre norrut tillkom mellan 1790 och 1860 ännu ett antal byggnader längs landsvägen, bland annat de så kallade Nyborgshusen norr om Tågagatan.
I mitten av 1800-talet började Helsingborgs expansion att öka kraftigt. Staden utvecklades till en blomstrande industristad och med det följde högre ställda ambitioner på hur huvudgatorna skulle se ut. I en stor stadsplan från 1859, författad av stadsingenjör Georg Gustafsson, ritades de två nya paradgatorna Drottninggatan och Järnvägsgatan upp. Dessa skulle ligga på utfyllnadsmark i sundet och kom därför helt att omdefiniera stadens strandlinje. Längs gatan delades kvarteren upp enligt rutnätsmönster och bebyggelsen här var tänkt att ge staden en monumental fasad ut mot vattnet. Kvarteren på gatans västra sida ritades upp av löjtnant Wilhelm Gagner år 1865, där man även gav plats åt att anlägga Sundstorget. Gatan stod klar någon gång under 1870-talet och kallades först för Hamngatan, men när Pålsjövägen och Hamngatan bands samman år 1876 fick båda det gemensamma namnet Drottninggatan. Samma år beslutade man att plantera två centralt placerade rader av träd i gatans södra del och denna del kom att kallas omväxlande Promenaden och Esplanaden. Gatorna på var sida om trädplanteringen kallades för Västra respektive Östra Drottninggatan. Längs gatan byggdes planenligt en helt ny och mer representativ bebyggelse upp.
Längs den gamla Pålsjövägen tillkom ett antal nyare byggnader under 1800-talets senare hälft, men inte i så stark takt, då det från 1860-talets mitt rådde lågkonjunktur inom byggbranschen. En större byggnad som uppfördes var det så kallade Lewenhauptska palatset år 1868, på hörnet mellan Pålsjövägen och Hallgatan. Norrut längs Drottninggatan låg några av Helsingborgs förnämsta landerier, Hamilton House, uppfört 1852, och Liatorp, uppfört 1864-65. När konjunkturen sedan vände uppåt igen började en hel del bebyggelse tillkomma i denna del, från Sankt Jörgens plats till Kronborgsgatan, mestadels bestående av större paradlägenheter.
1903 invigdes den nya spårvägen i Helsingborg, vilket innebar en stor förändring för Drottninggatan under en lång tid framåt. Längs gatan drogs de huvudsakliga linjerna och längs den centrala delen gick från början två linjer, varav den ena sedan vek av längs Hälsovägen medan den andra fortsatte längs Drottninggatan hela vägen bort till Pålsjöbadet. På 1930-talet började de nya arkitekturidealen göra sig påminda längs gatan, till exempel uppfördes nu det strängt funktionalistiska HD-huset år 1930, följt av Sven Markelius konserthus, som stod färdigt 1932. Sven Markelius låg även bakom det som anses vara det första funktionalistiska bostadshuset i Helsingborg i hörnet Drottninggatan-Margaretaplatsen, ritat 1929. Norr om Hamilton House, där Liatorp tidigare legat, uppfördes ett antal funktionalistiska lamellhus i tre våningar under 1937 och 1939. 1935 öppnade den på utfyllnadsmark uppförda Strandvägen för trafik och tog över en stor del av Drottninggatans trafik längs denna sträckning.
Under senmodernismen utfördes en hel del större byggnadsprojekt längs Drottninggatan. Den tidigare nämnda "Kaffegöken" uppgördes 1956-61 och i början av 60-talet uppförden i kvarteret mellan Drottninggatan och Strandvägen en höghusbyggnad som i folkmun kom att kallas "Skampålen", då protesterna till bygget var högljudda. I slutet av 60-talet och början av 70-talet uppfördes den storskaliga bebyggelsen i kvarteren Safiren och Torpet, norr om Tågagatan och 1967-70 byggdes det nya Hamilton House, som ersatte det rivna landeriet. Vid högertrafikomläggningen 1967 lades spårvagnsnätet i Helsingborg ner, vilket gjorde att Drottninggatan sedan dess endast är ämnad åt biltrafik.

## Gatuliv
Den största delen av gatans aktiviteter sker inte oväntat i dess centrala del, mestadels sträckan mellan Stortorget och Sankt Jörgens plats, men även mellan Sankt Jörgens plats och Margaretaplatsen finns en helt del inrättningar. Längs den första sträckan är dock koncentrationen som störst och den består här av en stor variation av olika sorters butiker, från klädesbutiker till dator- och teknikbutiker. Ett antal restauranger är också belägna längs denna sträckning, vid Stortorget ligger till exempel Helsingborg Steakhouse, vid Långvinkelsgatan ligger den indiska restaurangen Taj Mahal, vid ålgränden thairestaurangen Big Buddha och längre norrut den tyska restaurangen Edelwiess. Den största koncentrationen av restauranger hittar man dock vid Sundstorget. Här finns även två anrika kaféer i form av Konditori Signe Bergqvist (även kallat Kafferepet), ett av Helsingborgs äldsta konditorier, och Zoégas kafé och butik, som trots att det främst är en kaffebutik även har kaféverksamhet.
Längs sträckningen Sankt Jörgens plats-Margaretaplatsen, finns även en hel del restauranger, till exempel thairestaurangen Orchid Garden, pizzerian Marconi, pastarestaurangen Antonio's och den italienska trattorian Bonasera Bonasera. På hörnet av Drottninggatan-Tågagatan ligger konditoriet Wivex. I övrigt finns det längs denna sträckning ett stort antal konstgallerier, samt vissa mindre butiker.
Förbi Margaretaplatsen minskar utbudet drastiskt, dock finns det en närbutik i anknytning till Hamilton House kallad ICA Hamilton, samt en sommaröppen restaurang i anknytning till Fria bad vid namn Barfota. Nästa restaurang är den tidigare omnämnda Pålsjö krog i anknytning till Pålsjöbadet och i slutet av gatan ligger Restaurang Vikingstrand. Längs gatans strandsträcka ligger även en minigolfbana.